# Bjarni Tryggvason
Bjarni Valdimar Tryggvason (* 21. September 1945 in Reykjavík, Island; † 5. April 2022) war ein kanadischer Astronaut.

## Karriere
Tryggvason studierte Technische Physik an der University of British Columbia und erhielt 1972 einen Bachelor. Anschließend arbeitete er für zwei Jahre als Meteorologe für den kanadischen Wetterdienst in Toronto und forschte zwischen 1974 und 1979 am Boundary Layer Wind Tunnel Laboratory der University of Western Ontario in London. Es folgten zwei einjährige Auslandsaufenthalte als Gastforscher in Japan und Australien, bevor er zur University of Western Ontario zurückkehrte und Vorlesungen im Fach Angewandte Mathematik hielt.
Anfang 1982 kam Tryggvason zum nationalen Forschungsrat, der dem kanadischen Industrieministerium unterstellt ist, und blieb dort zwei Jahre lang, bis seine Astronautenausbildung begann. Eine seiner ersten Aufgaben war die Aufklärung des Unglücks der Bohrinsel Ocean Ranger, die im Februar 1982 vor der Insel Neufundland in einem Wintersturm sank. Tryggvason gehörte als Spezialist im Bereich Flüssigkeitsphysik dem Aerodynamiklabor des Forschungsrates an und leitete die Analysen der Windbelastungen, die auf die Ölplattform wirkten.

### Astronautentätigkeit
Tryggvason wurde 1983 als einer von sechs Kanadiern als Astronaut ausgewählt.
1985 bzw. nach der Challenger-Katastrophe ab 1991 war er Reserve-Astronaut der kanadischen Shuttle-Mission Canex-2 für Steven MacLean STS-71-F / später STS-52.
1997 nahm er an der Mission STS-85 teil.
Am 4. Juni 1998 begann er eine Ausbildung in der 17. NASA-Gruppe zum Missionsspezialisten, die er erfolgreich abschloss. Er kehrte nach Kanada ins kanadische Astronautencorps zurück, galt dort auch als aktiver Astronaut, zum All-Einsatz kam er jedoch nicht mehr.

### Nachfolgende Tätigkeiten
Bjarni Tryggvason kündigte im Mai 2008 an, die kanadische Weltraumagentur zu verlassen, um an der University of Western Ontario zu lehren.
Am 22. Februar 2009 flog er einen Nachbau von Alexander Graham Bells Flugzeug AEA Silver Dart vom Eis der Baddeck Bay auf Kap-Breton-Insel, Nova Scotia. Der Flug fand zu Ehren des ersten kontrollierten Motorflugs am 23. Februar 1909 in Kanada und im britischen Empire statt.

## Privates
Bjarni Tryggvason war geschieden und hatte zwei erwachsene Kinder. Er starb am 5. April 2022 im Alter von 76 Jahren.